# Psaenythia urbana
Psaenythia urbana är en biart som beskrevs av Holmberg 1921. Psaenythia urbana ingår i släktet Psaenythia och familjen grävbin. Inga underarter finns listade i Catalogue of Life.